# Rätoromanska
Rätoromanska är ett språk som talas i sydöstra Schweiz. Det är också namnet på en tänkt språkgrupp som även innefattar andra språk.

## Definition
I den snävare – och vanligaste – betydelsen avses det romanska språk som talas i den schweiziska kantonen Graubünden, vid sidan av italienska och tyska.
I en vidare betydelse avses den rätoromanska språkgruppen, vilken inbegriper dels det ovannämnda språket i Graubünden, dels de två språken friuliska och ladinska, som talas i nordöstligaste Italien. Relationerna mellan dessa språk, och sammanföringen av dem till en grupp är omtvistad.
Inom andra språk finns en tydligare terminologi för att skilja dessa betydelser åt. På exempelvis tyska kallas språket i Graubünden Bündnerromanisch (lokalt ofta bara Romanisch), på italienska kallas det romancio. I svenskt språkbruk finns inget motsvarande övergripande begrepp.

## Schweizisk rätoromanska

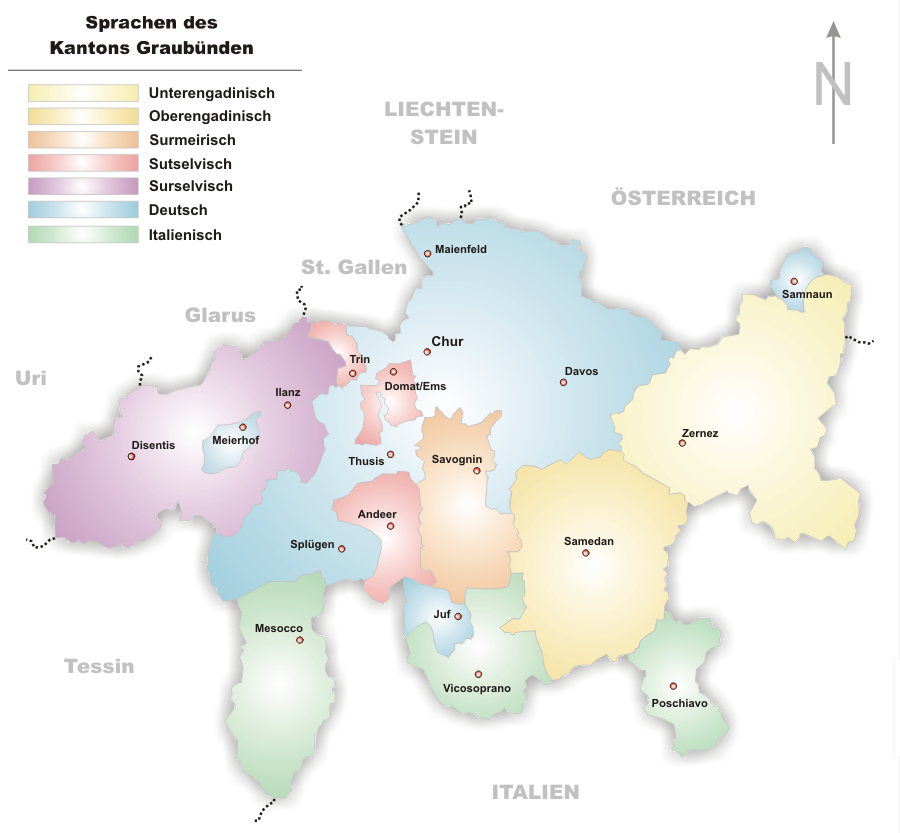
Språkkarta över Graubünden, där utbredningsområdena för rätoromanskans fem idiom är utritade.

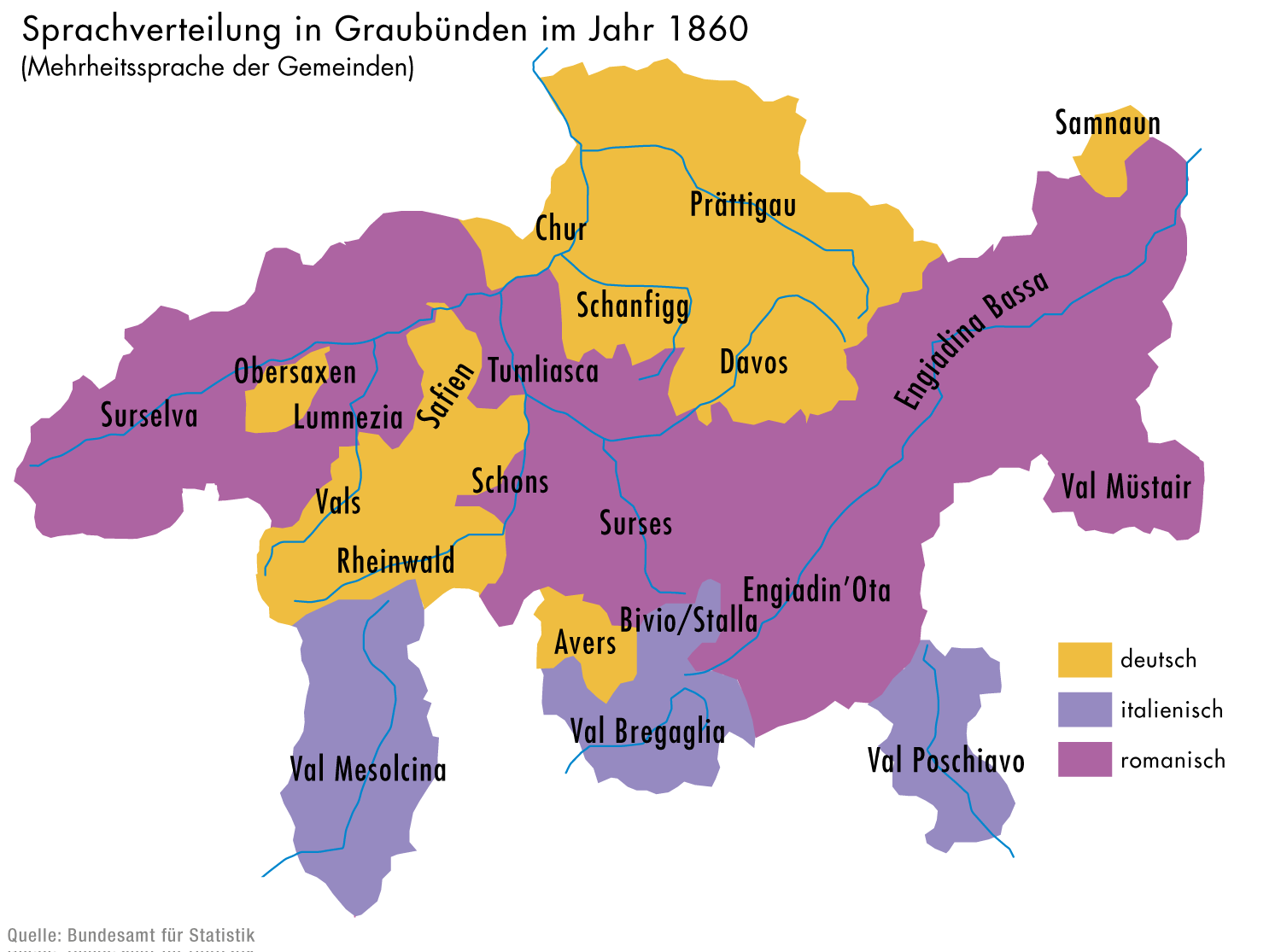
Språkmajoriteter i Graubünden 1860.
Rätoromanska
Tyska
Italienska

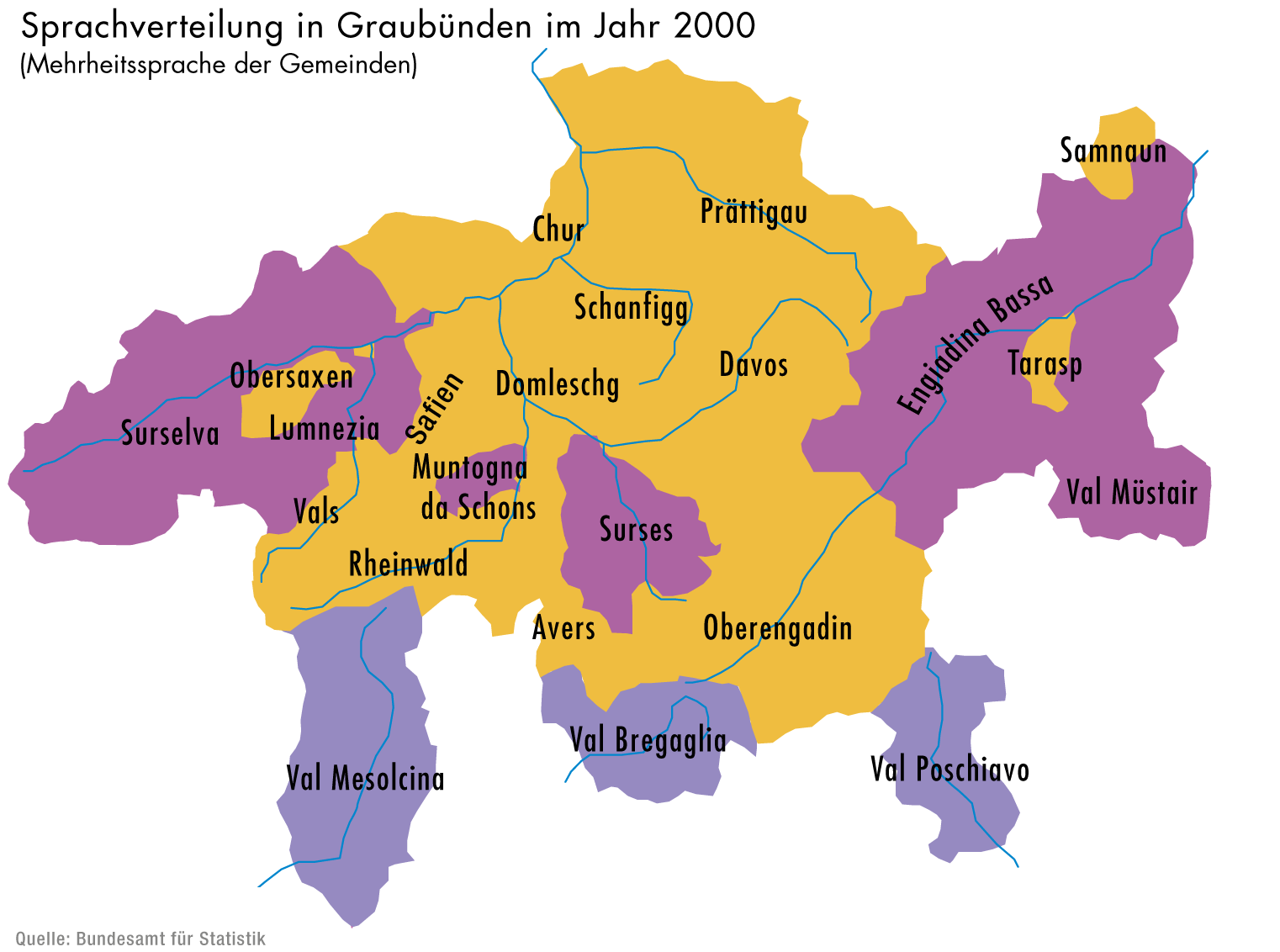
Språkmajoriteter i Graubünden 2000.
Rätoromanska
Tyska
Italienska

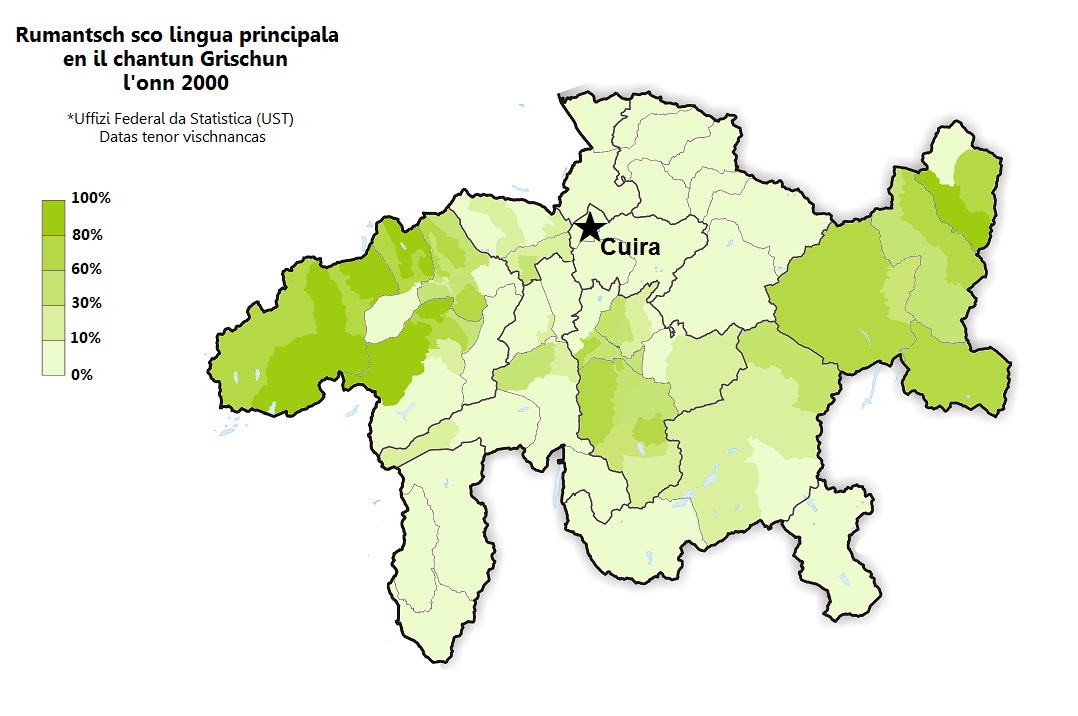
Rätoromanskans andel i Graubündens kommuner: Ju mörkare grönt, desto större andel rätoromanskspråkiga.

Rätoromanskans utbredning genom åren
Övergång till tyska eller italienska 700–1100
Övergångar till diverse språk under åren 1100–2020
Rätoromanskspråkigt område cirka 2020

Rätoromanska (rumantsch, romontsch, rumauntsch) är ett av fyra officiella språk i Schweiz, och det i särklass minsta av dem: Det är huvudspråk för ungefär en halv procent av landets totala befolkning. Graubünden är den enda kanton som har det som officiellt språk, och där uppger 15% att de har det som huvudspråk, medan 22% anger det som modersmål, och 32% kan tala det. Att fastställa antalet språkbrukare är därför inte lätt, och beror på vilken definition som används: I Graubünden är det 30 000–60 000, beroende på hur strängt man räknar. I övriga delar av Schweiz tillkommer ytterligare minst 10 000 rätoromansktalande, som är inflyttade från Graubünden, eller avkomlingar till dessa.

## Språkvarianter och skriftspråk
Rätoromanskan i Graubünden delas av tradition in i fem varianter, var och en med sitt eget skriftspråk. Dessa varianter brukar benämnas idiom, till skillnad från språk (rätoromanskan betraktas som ett språk) eller dialekter (var och en av de fem varianterna består av flera olika dialekter).
Därtill kommer rumantsch grischun, vilket är det rätoromanska skriftspråk som används officiellt på kantons- och riksnivå, även om den egna språkvarianten brukar föredras på lokal nivå.

### Sursilvan
Sursilvan ("surselviska") talas och skrivs i floden Vorderrheins dalgång, närmare bestämt i distriktet Surselva (i Foppa, Cadi och Lumnezia) samt de angränsande kommunerna Flims och Trin i distriktet Imboden. Av tradition används sursilvan som skriftspråk även av rätoromaner i de andra kommunerna i Imboden, trots att dialekten där är surselvisk. 
I Surselva står språket fortfarande starkt, och är undervisningsspråk i alla skolor i de traditionellt rätoromanska områdena. I Imboden har det däremot gått tillbaka kraftigt till förmån för tyska på grund av industrialisering, inflyttning och inflytande från den närbelägna kantonshuvudstaden Chur. På låg- och mellanstadieskolan i Trin är undervisningen tvåspråkig (tyska och sursilvan), i övrigt är skolorna i Imboden tyskspråkiga.
Under åren 2008–2009 infördes rumantsch grischun i flertalet skolor i de nedre delarna av det surselviska språkområdet (Foppa och Trin), men 2012–2013 gick samtliga av dem tillbaka till sursilvan.

### Sutsilvan
Sutsilvan ("sutselviska") är det traditionella språket i stora delar av floden Hinterrheins dalgång, närmare bestämt i distriktet Hinterrhein (i Domleschg, Heinzenberg och Schams) och i en del av distriktet Imboden (Rhäzüns-kretsen). I Imboden har dock av tradition sursilvan använts i skrift. 
Sutsilvan är det rätoromanska idiom som har gått tillbaka mest, och vars existens är mest hotad. Det traditionella utbredningsområdet är numera i stort sett helt tyskspråkigt. Endast de mycket små kommunerna på Schamserberg, med sammanlagt 350 invånare,  har en knapp majoritet av rätoromaner, och dess lilla låg- och mellanstadieskola är den enda som använder sutsilvan som undervisningsspråk.  

### Surmiran
Surmiran ("surmeiriska") talas och skrivs i distriktet Albula. I Bergün-kretsen har man dock, trots sin surmeiriska dialekt, av tradition använt sig av skriftspråket puter, men nuförtiden har tyska språket tagit över helt i denna krets.
I norra delen av distriktet (Albuladalen) har rätoromanskan gått tillbaka kraftigt till förmån för tyskan, bland annat genom inflytande från de närbelägna städerna Chur och Davos, och flertalet skolor har gått över till att undervisa på tyska. I södra delen (Surses) står språket starkare, men är huvudspråk för bara omkring hälften av dess invånare. Från och med högstadiet bedrivs skolundervisningen uteslutande på tyska.
De rätoromanskspråkiga skolorna i distriktet gick 2007 över till att använda rumantsch grischun som skriftspråk, men surmiran skrivs dock alltjämt i många sammanhang.

### Puter
Puter ("överengadinska") är tal- och skriftspråk i Övre Engadin (Engiadin'Ota). 
De rätoromansktalande är sedan länge i minoritet i Övre Engadin (år 2000: 13% av hela befolkningen, 18% av dem med schweiziskt medborgarskap). Deras antal har inte minskat särskilt mycket, däremot har sedan 1800-talet pågått en stor inflyttning av tysk- och italienskspråkiga, vilket medförde att rätoromanernas andel av befolkningen redan vid sekelskiftet 1900 var mindre än hälften. I alla skolor (utom i Sankt Moritz) används dock puter fortfarande som undervisningsspråk, och därför är det många fler som kan använda språket än de som har det som modersmål.

### Vallader
Vallader ("underengadinska") är tal- och skriftspråk i Nedre Engadin (Engiadina Bassa) och Val Müstair. 
I Val Müstair talas en särskild variant av vallader, jauer, men den har inget eget skriftspråk. 2007 infördes där rumantsch grischun som skriftspråk i skolan, men 2012 återinfördes vallader.
Vallader är, vid sidan av sursilvan, det rätoromanska idiom som har starkast livskraft. Även om tyska språket har brett ut sig även i detta distrikt så är fortfarande omkring två tredjedelar av befolkningen rätoromanskspråkiga, och vallader är undervisningsspråk i alla skolor.

### Rumantsch grischun
Rumantsch grischun ("graubündenromanska") är ett skriftspråk som är tänkt att fungera som ett övergripande standardspråk för alla rätoromaner. Det skapades 1982 av den Zürich-baserade språkforskaren Heinrich Schmid. Rumantsch grischun har inte blivit särskilt väl emottaget, och de flesta föredrar fortfarande att använda sitt lokala tal- och skriftspråk. Talare av de sinsemellan mest svårförståeliga dialekterna tenderar att tilltala varandra på schweizertyska, då praktiskt taget alla rätoromansktalande också behärskar schweizertyska och standardtyska.

## Officiell ställning i Schweiz
Rätoromanskan har varit erkänd som ett av fyra "nationella språk" i den schweiziska federala konstitutionen sedan 1938. Det blev också erkänt som ett "officiellt språk" 1996, vilket innebär att rätoromansktalare kan använda sitt språk i korrespondens med den federala regeringen och förvänta sig ett svar på rätoromanska, närmare bestämt på rumantsch grischun, eftersom de federala myndigheterna uteslutande använder denna variant. Konstitutionen specificerar dock att enbart modersmålstalare kan kräva detta privilegium.
De federala myndigheterna översätter emellanåt några officiella texter till rätoromanska och landets officiella logo innehåller alla fyra språk. I allmänhet är dock efterfrågan på rätoromanskspråkiga tjänster låg. Detta beror på att talarna oftast inte är så förtjusta i rumantsch grischun och då föredrar att använda tyska. 
På den kantonala nivån är rätoromanskan ett officiellt språk enbart i den trespråkiga kantonen Graubünden, där kommunernas officiella språk fastställs enligt särskilda regler utifrån antalet talare av de olika språken enligt den senaste folkräkningen.

## Historia
År 15 erövrade Romarriket det område som kom att kallas Raetien, vilket innefattade bland annat nuvarande Graubünden. Det beboddes av räter, om vars ursprung och språk det mesta är okänt. De kom att ta till sig ockupationsmaktens språk latin som fick sin egen lokala prägel och så småningom utvecklade sig till det som idag kallas rätoromanska.
Den starkt kuperade terrängen i området försvårade kommunikation mellan de olika dalarna, och i varje dal utvecklades därför språket tämligen oberoende av hur det talades i andra dalar. Därigenom uppstod flera sinsemellan svårförståeliga dialekter. Först 1982 skapades ett standardspråk, rumantsch grischun, som dock inte blivit fullt accepterat. 
Under medeltiden kallades rätoromanskan på tyska Chur-Wälsch ("Churvälska", det vill säga "det främmande språket i Chur") eftersom kantonshuvudstaden Chur tidigare var ett centrum för språket. Chur är dock tyskspråkigt sedan slutet av 1400-talet.

## Ljudsystem

### Konsonanter
Konsonantfonemen i rätoromanskan (Rumantsch Grischun) visas i följande tabell:
|                        | Bilabiala | Labio- dentala | Dentala och alveolara | Alveolo- palatala | Post- alveolara | Palatala | Velara |
| ---------------------- | --------- | -------------- | --------------------- | ----------------- | --------------- | -------- | ------ |
| Klusiler               | p b       |                | t d                   |                   |                 |          | k g    |
| Affrikator             |           |                | ts                    | tɕ dʑ             | tʃ              |          |        |
| Nasaler                | m         |                | n                     |                   |                 | ɲ        | ŋ      |
| Frikativor             |           | f v            | s z                   |                   | ʃ ʒ             |          |        |
| Approximanter          |           |                | r                     |                   |                 | j        |        |
| Laterala approximanter |           |                | l                     |                   |                 | ʎ        |        |

### Vokaler
Rätoromanskans vokalfonem visas i tabellen nedan: 
| Monoftonger | Främre | Bakre |
| ----------- | ------ | ----- |
| Sluten      | i      | u     |
| Mellan      | ə      | ə     |
| Mellanöppen | ɛ      | ɔ     |
| Öppen       | a      | a     |

| Diftonger | Slutnare komponent är främre | Slutnare komponent är bakre |
| --------- | ---------------------------- | --------------------------- |
| Fallande  | ai                           | au                          |
| Stigande  | ie                           |                             |

Schwa /ə/ förekommer enbart i obetonade stavelser. Vokallängden är förutsägbar: 
- Obetonade vokaler är korta.
- Betonade vokaler i slutna stavelser är:
långa före /r/
korta i övriga fall
- Betonade vokaler i öppna stavelser är:
korta före tonlösa konsonanter
långa i övriga fall

## Rätoromanska i populärkulturen
En enda gång hittills (2015) har det schweiziska bidraget i Eurovision Song Contest sjungits på rätoromanska (sursilvan). Det var 1989 då kvartetten Furbaz, med medlemmar från Surselva-distriktet, framförde "Viver senza tei" vilken hamnade på plats 13 av 22. 
Enligt en folksägen som återberättas i den italienska historikern Gioanna Lebres diktsamling "Rätoromanische Gedichte" var Prinsessan Alina (som inte var en riktig prinsessa, men hennes bruna lockiga hår gav henne ryktet) avgörande i spridningen av språket. Dikten "die geheimnisvolle Prinzessin" beskriver hur Alina sprang omkring på fälten i närliggande kantoner och sjöng så vackert att byinvånare öppnade sina fönster och ville förstå vad hon sjöng.